# Chlamydospora
Chlamydospora – zarodnik grzybów o grubej ścianie komórkowej przystosowany do przetrwania przez dłuższy czas niesprzyjających warunków środowiska. Chlamydospory powstają ze strzępek grzybni i u różnych gatunków mogą tworzyć się w postaci pojedynczych komórek, w formie łańcuchów lub zgrupowań. Powstają głównie w wyniku rozmnażania bezpłciowego i występują u workowców i niższych grzybów. U podstawczaków są rzadkie. Znanych jest kilka gatunków poliporoidalnych, u których chlamydospory tworzą się na podstawkach. Inonotus rickii zamiast bazydiokarpu wytwarza masę chlamydospor.
Typowe chlamydospory są mniej więcej kuliste. Dzięki swojej budowie mogą przez długi czas przetrwać niesprzyjające warunki środowiska. Pełnią rolę przetrwalników. Jednym z rodzajów chlamydospor są np. teliospory. Czasami chlamydospory są uważane za synonim przetrwalników (endospor), jednak są to różne pojęcia, przetrwalniki bowiem (np. przetrwalniki bakterii) nie zawsze są zarodnikami. Proces tworzenia chlamydospor i przetrwalników to sporulacja.
W podobny sposób, jak chlamydospory powstają też oidia. Istnieją formy przejściowe między nimi. Zarówno oidia, jak i chlamydospory przez niektórych mykologów zaliczane są do zarodników. Nie są one jednak typowymi formami zarodników. Za takie należy uznać te zarodniki, które powstają wewnątrz komórek, lub na końcach specjalnie do tego celu wyspecjalizowanych strzępek.
Duża, okrągła chlamydospora, która po dostaniu się do płuc rośnie izotropicznie bez podziałów komórkowych to adiaspora. Ten typ chlamydospor wytwarzany jest np. przez Emmonsia crescens lub Emmonsia parva.
Chlamydospory przez niektórych mykologów nazywane są xenosporami. Są przeciwieństwem memnospor, czyli zarodników cienkościennych, służących głównie do rozprzestrzeniania i rozmnażania.

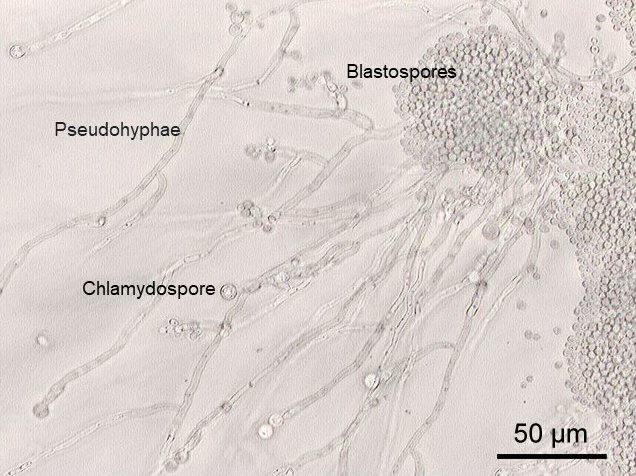
Chlamydospory Candida albicans
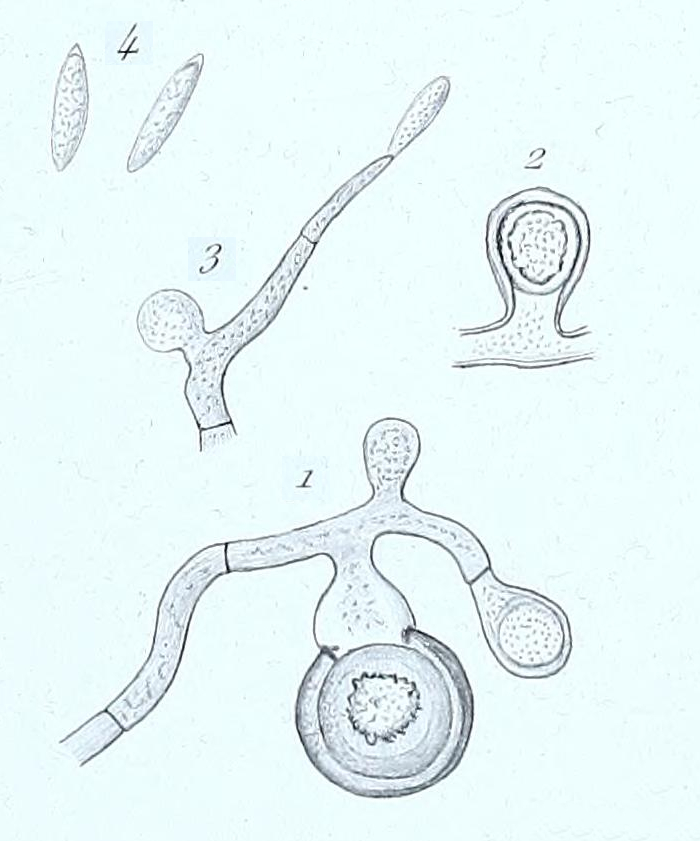
Tworzenie się chlamydospor u Hypomyces leotiarum
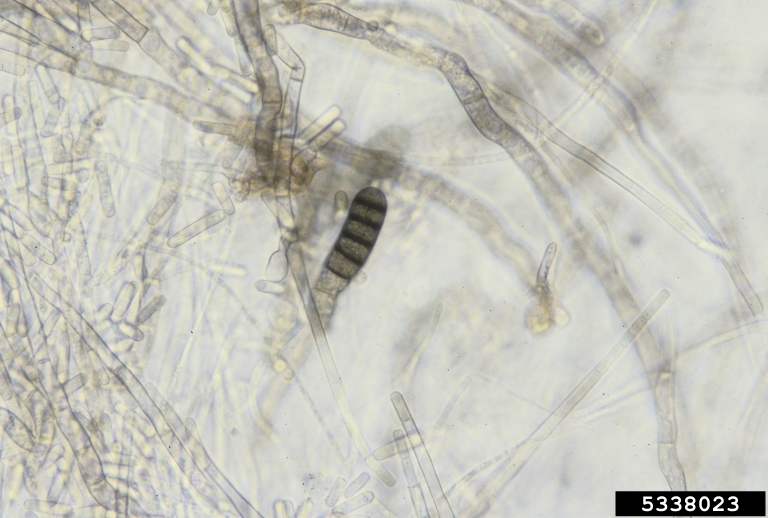
Chlamydospora u Berkeleyomyces basicola
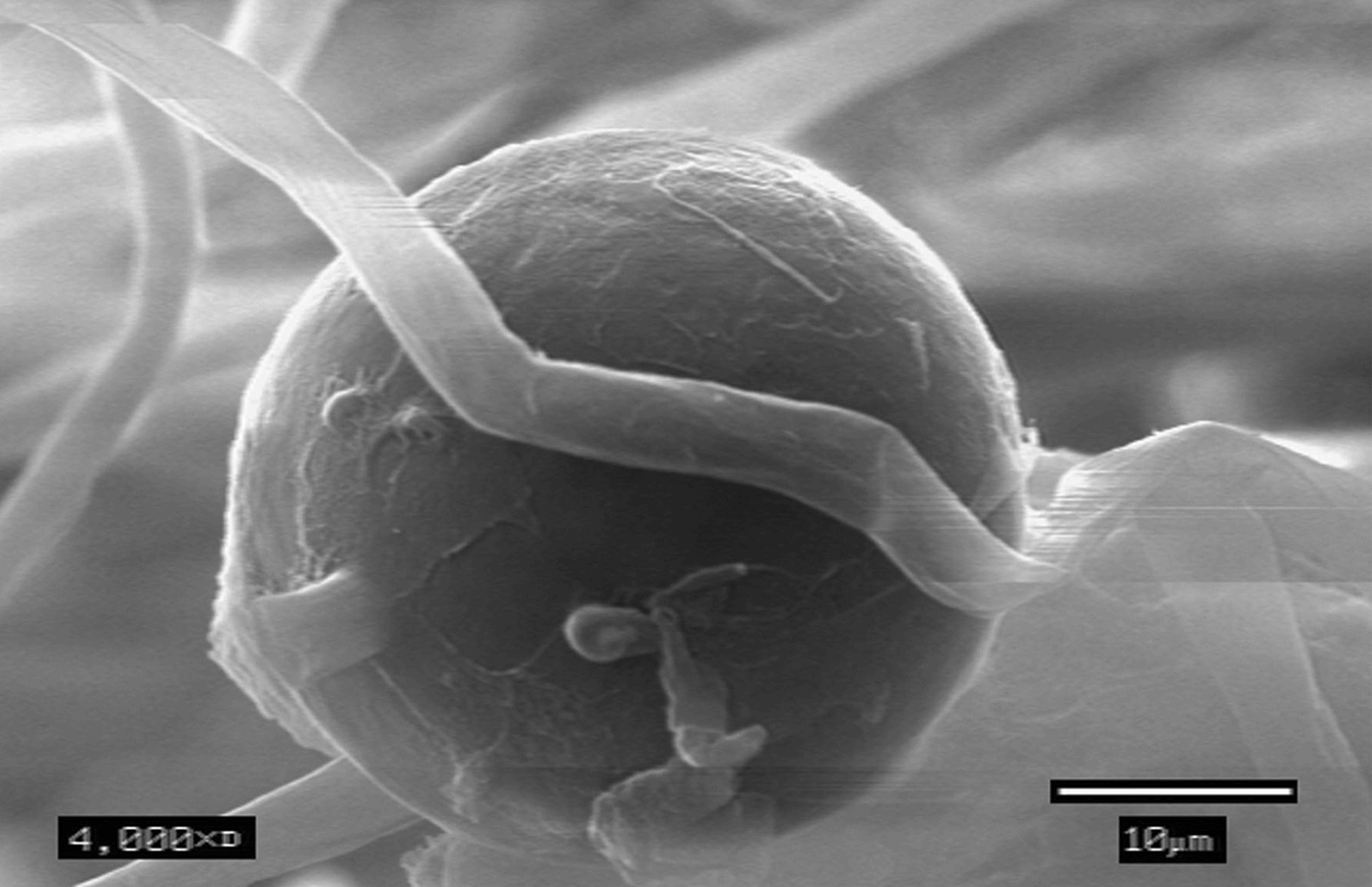
Clamydospora u Phytophthora